# Rafael Márquez Lugo
Rafael Márquez Lugo (* 2. November 1981 in Mexiko-Stadt) ist ein ehemaliger mexikanischer Fußballspieler auf der Position des Stürmers.

## Leben

### Verein
Rafael Márquez begann seine Profikarriere bei seinem „Heimatverein“ 
Club Universidad Nacional, für den er am 10. September 2000 sein Debüt in der mexikanischen Primera División in einem Heimspiel gegen den CF Monterrey (0:0) gab. Sein erstes Tor gelang ihm am 21. Oktober 2001 im Heimspiel gegen den CF La Piedad, zu dessen 2:1-Sieg er das Führungstor zum 1:0 in der elften Minute beigetragen hatte. 
Seine längste Station war beim CA Monarcas Morelia, für den er in zwei Etappen (zunächst von Anfang 2004 bis Mitte 2007 und anschließend in den Spielzeiten 2010/11 und 2011/12) insgesamt 172 Spiele absolvierte, in denen er 58 Tore erzielte. Anschließend beendete Márquez Lugo seine aktive Laufbahn beim Club Deportivo Guadalajara.

### Nationalmannschaft
2004 gehörte Márquez zur mexikanischen U23-Nationalmannschaft, die Mexiko beim olympischen Fußballturnier 2004 vertrat. 
Seine Premiere im Trikot der mexikanischen A-Nationalmannschaft absolvierte Márquez am 27. Oktober 2004 beim 2:1 (1:0)-Sieg gegen Ecuador, als er die komplette erste Halbzeit bestritt. 
2005 gehörte er zum Aufgebot der Mexikaner beim in Deutschland ausgetragenen Confederations Cup, kam aber nur im letzten Spiel Mexikos gegen Gastgeber Deutschland beim Spiel um Platz drei zum Einsatz. Unmittelbar nach dem Rückstand zum 2:3 wurde Márquez für Ramón Morales in der 81. Minute eingewechselt und spielte insgesamt 39 Minuten, weil das Spiel durch ein spätes Tor von Jared Borgetti zum 3:3 in die Verlängerung ging, das durch ein Tor von Michael Ballack vom Gastgeber mit 4:3 gewonnen wurde.
Sein einziges Länderspieltor gelang Márquez am 25. Januar 2012 beim 3:1-Sieg gegen Venezuela, als er in der 68. Minute beim Stand von 0:1 eingewechselt wurde. Bereits in der 69. Minute hatte Carlos Salcido für den Ausgleich gesorgt, bevor Márquez in der 88. Minute das 2:1 erzielte und Oribe Peralta mit seinem Tor in der 89. Minute den Endstand herstellte.